# 노비 디스크
노비 디스크(Новый Диск)는 러시아의 소프트웨어, 비디오 게임 유통 기업이다. 1997년 설립되었으며 사무실은 모스크바에 위치한다.